# Stephen Willats
Stephen Willats, född i London 1943, är en brittisk konstnär som lever och verkar i London. Willats är en pionjär inom konceptkonsten och har sedan tidigt 1960-tal med sina verk försökt utvidga det konstnärliga fältet och skapa en öppnare och mer inkluderande konstpraktik. I sin konst har han ägnat sig åt interdisciplinära processer och ställt frågor om konstens sociala funktion. Willets konstprojekt har ofta kretsat kring relationer, både mellan individer och mellan individen och samhället, ofta med fokus på hur folk kommer överens och hur man bemöter varandra, och han har utgått ifrån teoretiskt tankegods hämtat från sociologi, systemanalys, cybernetik, semiotik och filosofi. Sedan 1965 har han själv gett ut tidskriften Control.

## Verk
I sina multimediaprojekt strävar han ofta efter att betraktaren ska engageras att deltaga för att skapa en socialt aktiverad process. Exempel är Multiple Clothing (1965–1998), The West London Social Resource Project (1972-1973), och boken Art and Social Function: Three Projects (1976). Willats själv anser att boken Art and Social Function är "en sorts manual eller ett verktyg" som kan användas av alla konstnärer som vill skapa social konst.
I verket Meta Filter från 1973, får två deltagare sitta vid en dator där de ska försöka enas om vad olika bilder och påståenden betyder.
Han har gjort ett antal mycket omfattande projekt, runt om i Europa, där han arbetat tillsammans med hyresgäster som lever i bostadsområden ägda av allmännyttan. Exempel på sådana projekt som han genomfört i England är Pat Purdy and the Glue Sniffers' Club (1981-1982), The Kids are in the Street (1981-1982) och Are You Good Enough for the Cha Cha Cha? (1982), men även The West London Social Resource Project (1972-1973).
Hans verk har ställts ut på många platser runt om i världen och han finns representerad i sådana samlingar som Tate, National Portrait Gallery i London, och Henry Moore Institute.